# Железнодорожный ленд-лиз в СССР
Согласно официальным советским документам, с 22 июня 1941 по 1 сентября 1945 года в СССР было импортировано железнодорожного подвижного состава на общую сумму 1165,6 миллионов рублей (2 % от всего ленд-лиза в СССР). При этом 98,5 % импорта пришлось на конец войны и послевоенное время — с 1944 года).
|                       | 1941 | 1942 | 1943 | 1944  | 1945  | Итого  |
| --------------------- | ---- | ---- | ---- | ----- | ----- | ------ |
| Паровозы              | 10   | -    | 5    | 983   | 817   | 1860   |
| Тепловозы             | -    | -    | -    | -     | 68    | 68     |
| Мотовозы              | -    | -    | 50   | 17    | -     | 67     |
| Электровозы           | 5    | -    | 5    | 25    | 79    | 114    |
| Платформы             | -    | -    | 85   | 7234  | 3943  | 11262  |
| Думпкары              | 214  | -    | 175  | 891   | 169   | 1449   |
| Цистерны              | -    | -    | 52   | 48    | 10    | 110    |
| Стоимость, (млн. руб) | 7,2  | -    | 26,2 | 609,4 | 522,8 | 1165,6 |

Согласно американским документам, до окончания Второй мировой войны США отправили в СССР 13 136 единиц подвижного состава, из которых до пункта назначения прибыли 13 041 (1900 паровозов, 66 тепловозов, 9920 платформ, 120 цистерн и 35 транспортёров), а 95 затонули по дороге.
Для сравнения, перед самым началом Великой Отечественной войны железнодорожный подвижной состав НКПС СССР насчитывал 27,9 тысячи паровозов и 913,5 тысячи вагонов, без учёта переданных промышленности. Однако быстрое наступление войск стран «оси» и их союзников привело к тому, что на начало 1943 года локомотивный парк СССР насчитывал уже 23,8 тысячи локомотивов, то есть сократился на 14,7 %. В число потерь вошли и 1679 паровозов, захваченных советскими войсками в начальный период Второй мировой войны, но к началу Великой Отечественной их ещё не успели переделать с европейской колеи (1435 мм) на русскую (1524 мм).

## Локомотивы
| Год                                                                                    | Завод     | Тип    | Заводские номера                                                                    | Номера USATC                                                           | Обозначение НКПС                                                            | Количество |
| -------------------------------------------------------------------------------------- | --------- | ------ | ----------------------------------------------------------------------------------- | ---------------------------------------------------------------------- | --------------------------------------------------------------------------- | ---------- |
| 1941                                                                                   | Porter    | 0-4-0  | 7300—7309                                                                           |                                                                        |                                                                             | 10         |
| 1943                                                                                   | Baldwin   | 1-4-0  | 69909—69998                                                                         | 2646—2735                                                              | ША 1—90                                                                     | 90         |
| 1943                                                                                   | ALCO      | 1-4-0  | 71127—71186, 71895—71944                                                            | 2930—2989, 3700—3749                                                   | ША 91—150, 151—200                                                          | 110        |
| 1944                                                                                   | Porter    | 0-2-0Т | 7740—7749                                                                           | 3030—3039                                                              |                                                                             | 10         |
| 1944                                                                                   | Porter    | 0-3-0  | 7750—7764                                                                           | 3040—3054                                                              | Ьп А...                                                                     | 15         |
| 1944                                                                                   | ALCO      | 1-5-0  | 71670—71869, 71895—71944                                                            | 4500—4699                                                              | ЕА 2001—2200                                                                | 200        |
| 1944                                                                                   | Baldwin   | 1-5-0  | 70517—70694, 70696—70816, 70901—71400                                               | 4700—4877, 4879—4999, 5200—5699                                        | ЕА 2201—2378, 2380—2500, 2501—3000                                          | 799        |
| 1945                                                                                   | Davenport | 0-3-0Т |                                                                                     | 2983—3012                                                              | Переданы промышленности                                                     | 30         |
| 1945                                                                                   | Porter    | 0-3-0Т | 7765—7769                                                                           | 3055—3059                                                              | Ьп А...                                                                     | 5          |
| 1945                                                                                   | Porter    | 0-4-0  | 7770—7785                                                                           | 3060—3075                                                              | (колеи 750 мм)                                                              | 16         |
| 1945                                                                                   | ALCO      | 1-5-0  | 72193—72686, 72688—72692, 73101—73148, 73150—73178, 73180, 73184—73221, 73235—73240 | 6240—6733, 6735—6739, 5860—5907, 5909—5937, 5939, 5943—5980, 5994—5999 | ЕА 3001—3494, 3496—3500, 3501—3548, 3550—3578, 3580, 3584—3621*, 3635—3640* | 620        |
| 1945                                                                                   | ALCO      | 1-5-0  | 73241—73291                                                                         | 6104—6154                                                              | ЕМ 2001—2200                                                                | 200        |
| 1945                                                                                   | Baldwin   | 1-5-0  | 71591—71725, 71431—71501, 72504—72613                                               | 4143—4277, 3925—3995, 10500—10609                                      | ЕМ 3692—3826, 3830—3900, 4141—4250                                          | 316        |
| 1946                                                                                   | ALCO      | 1-5-0  | 73804—73863                                                                         | 10000—10059                                                            | ЕМ 3901—3960                                                                | 60         |
| 1947                                                                                   | ALCO      | 1-5-0  | 75158—75170                                                                         | 10087—10099                                                            | ЕМВ 3988—4000                                                               | 13         |
| * По неподтверждённым данным, паровозы ЕА 3622—3634 всё-таки поступили на дороги НКПС. |           |        |                                                                                     |                                                                        |                                                                             |            |

Согласно имеющимся данным, шесть из 200 построенных для СССР паровозов серии ША (№ 52—55, 69 и 70) затонули при доставке по морю, а ещё один (ША13) остался в США, где работал на колее 1524 мм вплоть до 1946 года.
Основной объём поставок паровозов пришёлся на серию Е (ЕА и ЕМ). Согласно Виталию Ракову всего СССР получил их 2047 штук. Однако Питер Клаус указывает, что в СССР не попали паровозы с заводскими номерами USATC № 4878 (ЕА2378), 5908, 5938, 5940—5942, 6734 и 10060—10086, а по данным Р. Тоуретт из 2110 построенных паровозов 47 не были отправлены в СССР. Также встречаются данные, что СССР получил из США 2107 паровозов серии.
Помимо этого, имеются сведения о поставках в качестве запчастей двух колосниковых решёток для паровозов типа 1-4-0 и 100 механических углеподатчиков модели HT-1 для паровозов типа 1-5-0.
| Год  | Завод     | Тип           | Заводские номера | Номера USATC | Обозначение НКПС | Количество |
| ---- | --------- | ------------- | ---------------- | ------------ | ---------------- | ---------- |
| 1944 | ALCO      | 0-3о-0—0-3о-0 | 72073—72111      | 8600—8638    | ДА 1—39          | 39         |
| 1944 | Baldwin   | 0-3о-0—0-3о-0 | 72173—72202      | 2460—2489    | ДБ 71—100        | 30         |
| 1945 | ALCO      | 0-3о-0—0-3о-0 | 72112—72422      | 8639—8699    | ДА 40—70         | 31         |
| 1945 | Davenport | 0-2-0         | 2826—2842        |              | Д...             | 17         |
| 1945 | Davenport | 0-3-0         | 2843             |              | Д...             | 1          |

Согласно Виталию Ракову, из 70 заказанных тепловозов серии ДА, в СССР поступило 68, а два (№ 41 и 50) затонули при морской транспортировке.

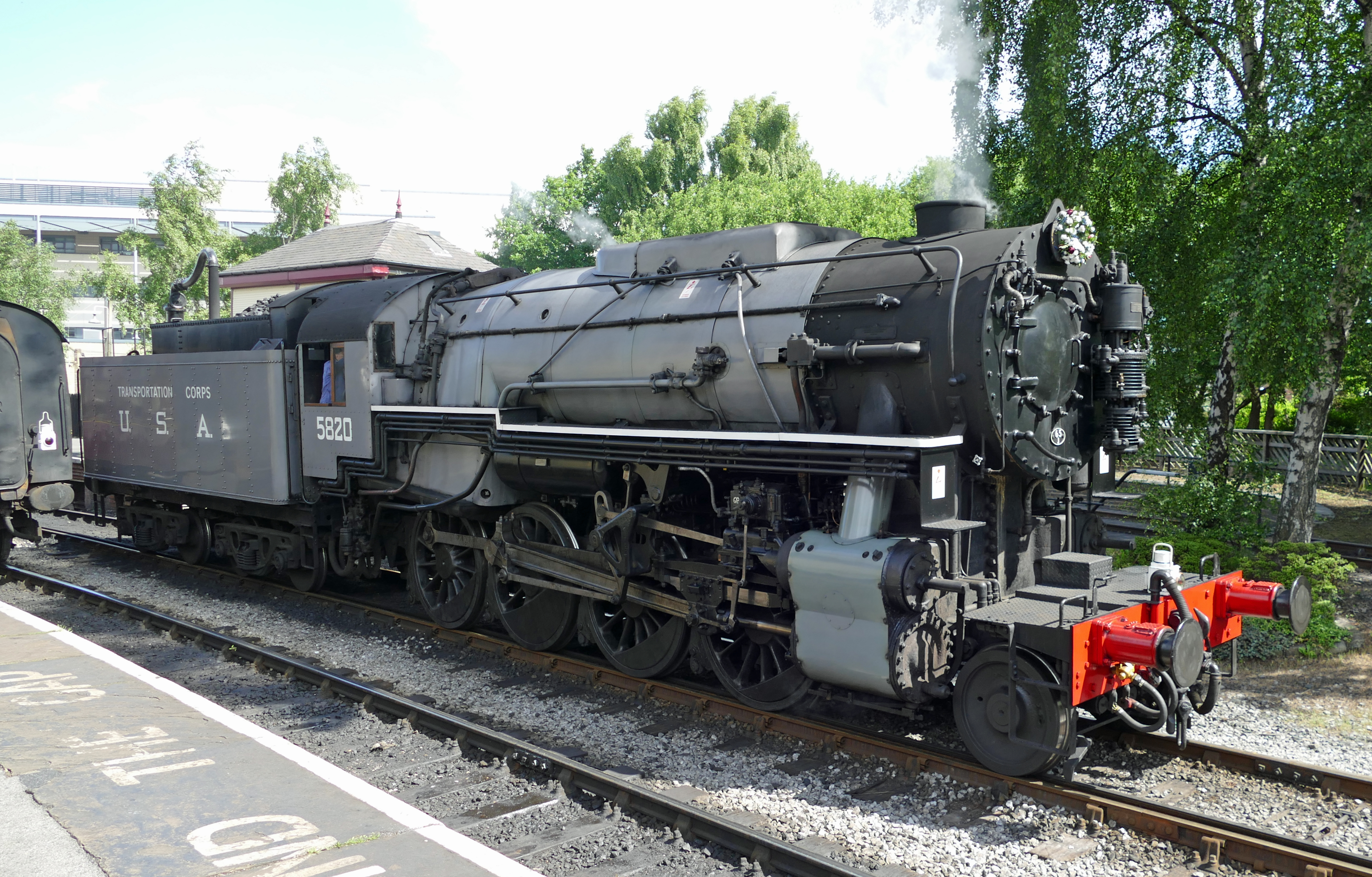
Паровоз S160 (ША)
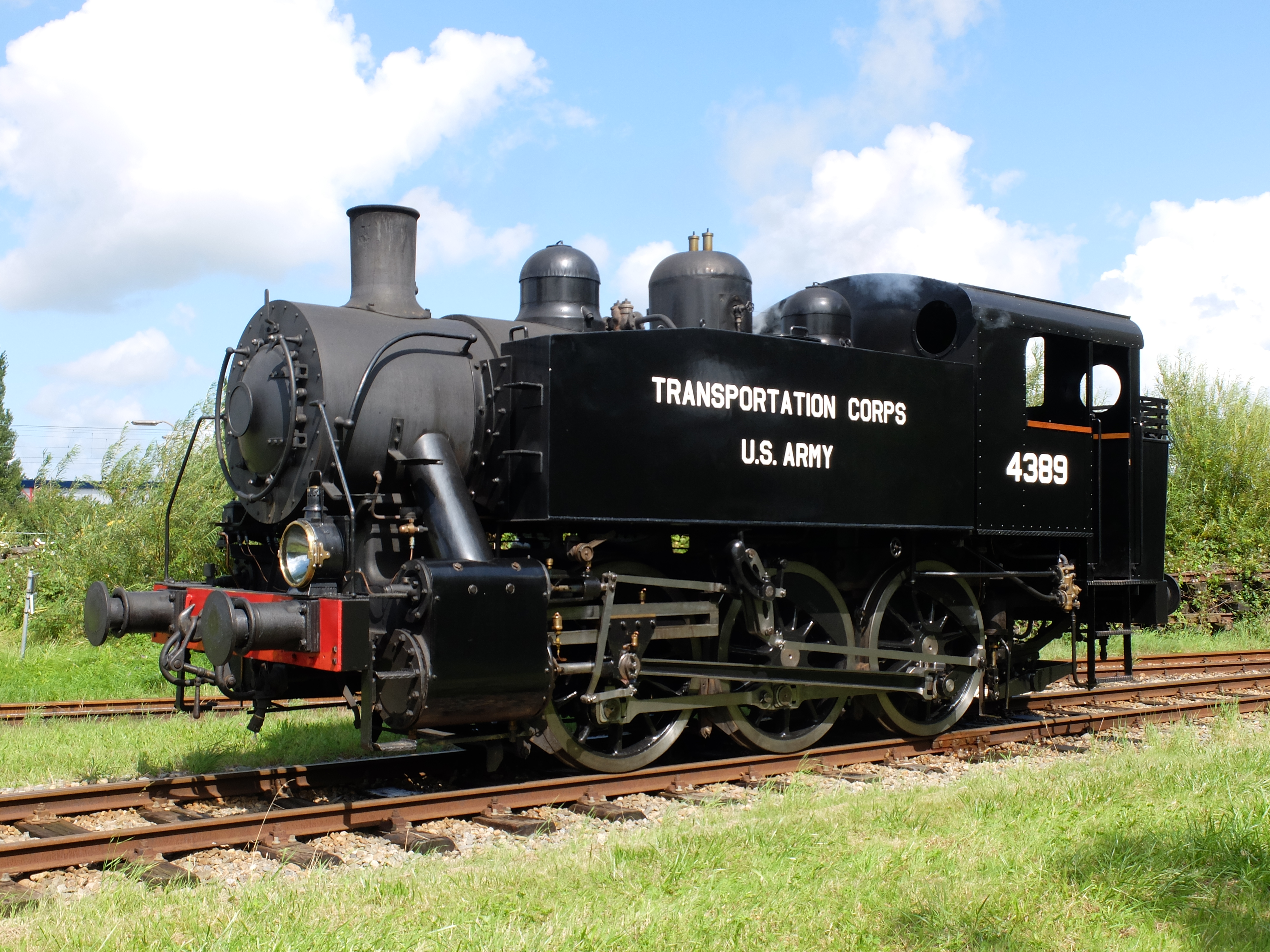
Паровоз S100 (Ьп А)
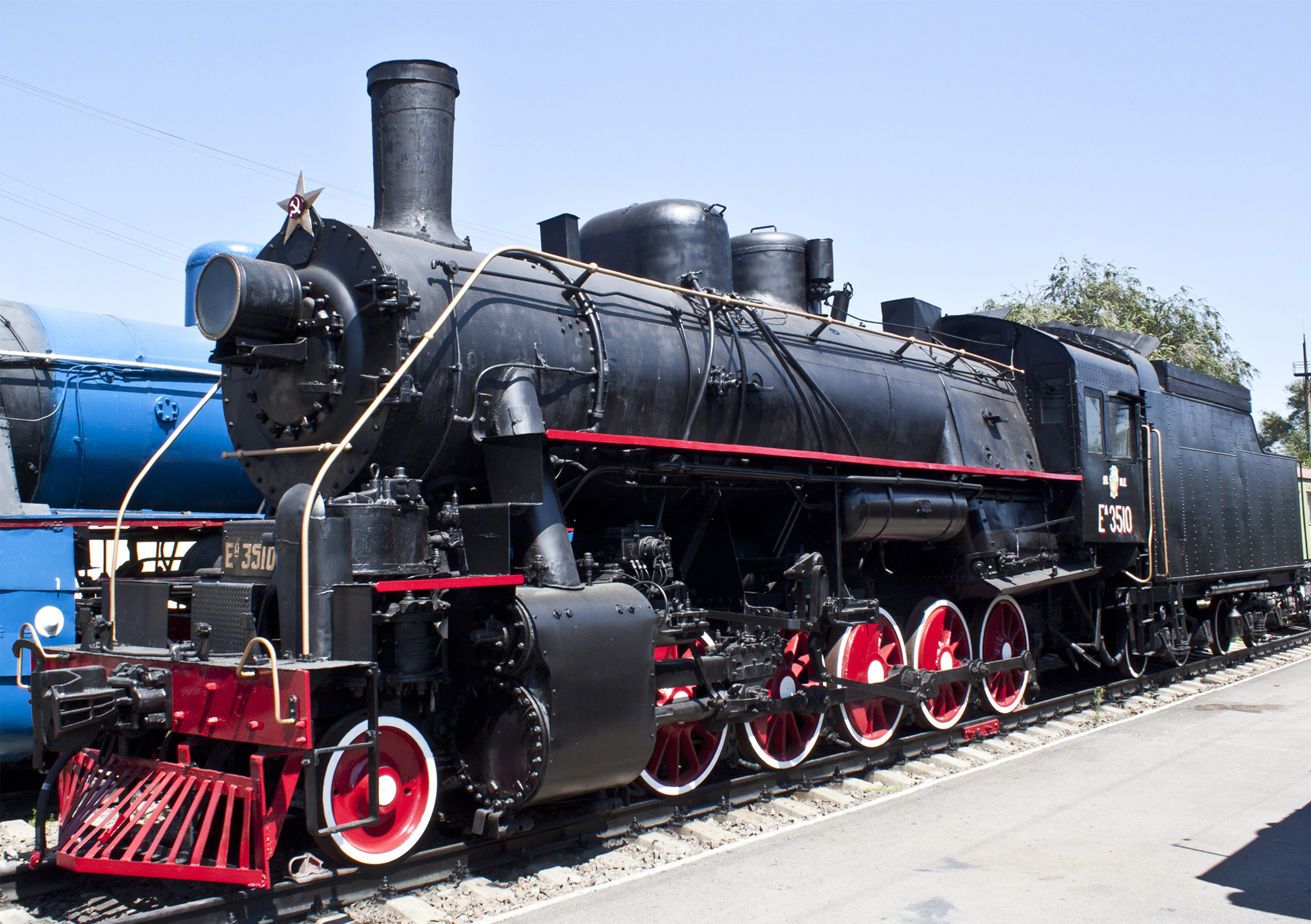
Паровоз ЕА
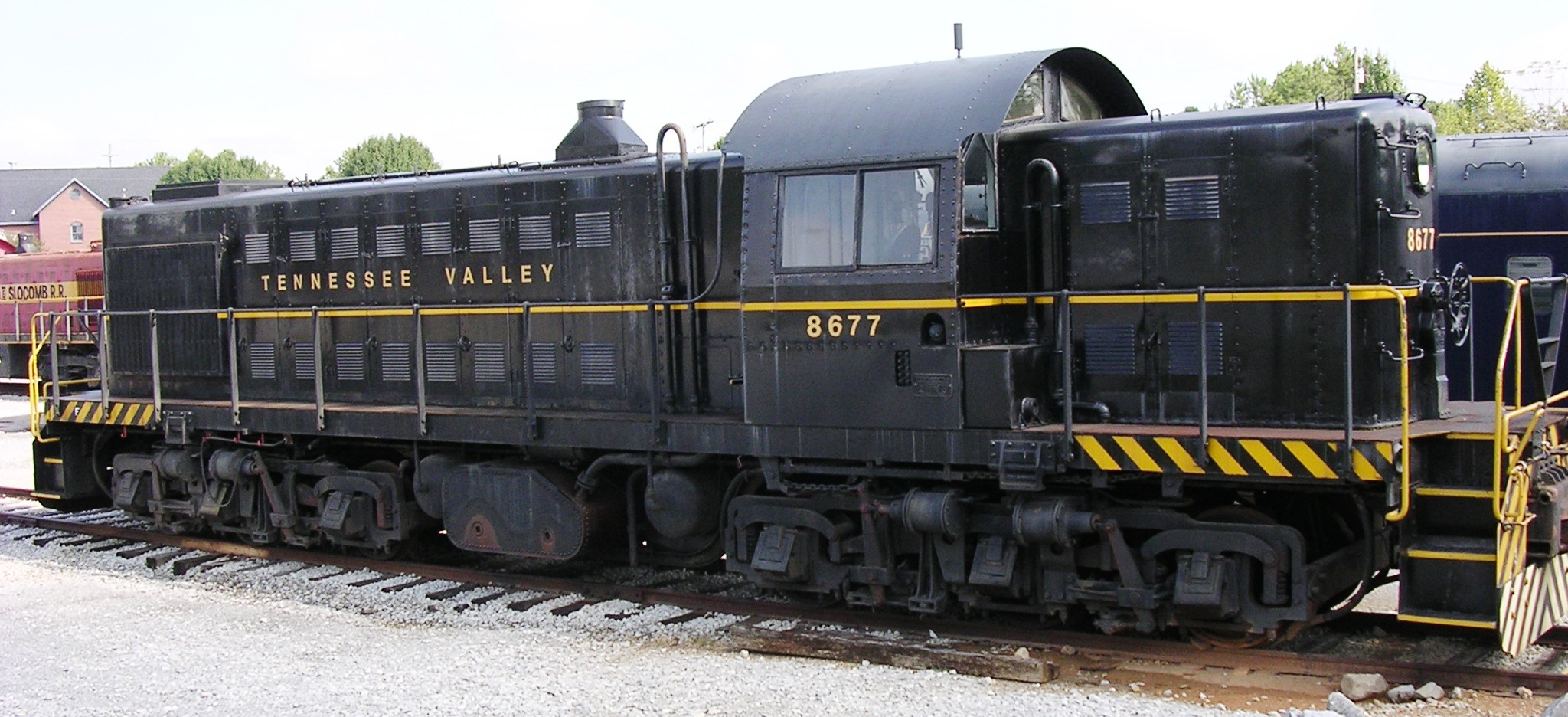
Тепловоз RSD-1 (ДА)

## Вагоны
- 4-осные думпкары грузоподъёмностью 20 тонн (объём кузова — 15,3 м³) — 1000 штук[9]
- 4-осные думпкары узкой колеи (750 мм) грузоподъёмностью 20 тонн — 50 штук[9]
- 6 и 8-осные транспортёры грузоподъёмностью 125—200 тонн — 35 штук[9]
- 4-осные цистерны объёмом 37,85 м³ (10 000 галлонов) — 20 штук[9]